# Armée du Rhin (1870)
Pour les articles homonymes, voir Armée du Rhin.
L'Armée du Rhin, mise sur pied à la mobilisation de juillet 1870, est une unité militaire française qui combat durant la guerre franco-prussienne.
Commandée initialement par l'Empereur Napoléon III lui-même, elle comporte sept corps d'armée ainsi que la Garde impériale. À la suite des premières batailles perdues, Wissembourg le 4 août 1870 puis Frœschwiller-Wœrth et Forbach le 6 août 1870, l'Armée du Rhin se scinde en deux et donne naissance à une seconde armée, l'armée de Châlons.
L'Armée du Rhin « réduite », formée de 170 000 hommes, commandée désormais par le maréchal Bazaine, comprend la Garde impériale et les 2e, 3e, 4e et 6e  corps d'armés. Cette armée livre les grandes batailles de Rezonville, le 16 août, Gravelotte, le 18 août, avant d'être enfermée dans Metz où elle capitule le 27 octobre 1870 et est faite prisonnière de guerre.
L'Armée de Châlons, créée le 17 août 1870, formée de 140 000 hommes, commandée par le maréchal de Mac Mahon, et composée des ler, 5e et 7e corps d'armée, ainsi que du 12e, nouvellement créé, disparait le 2 septembre 1870 après la défaite de Sedan.

## Création de l'unité
L'armée du Rhin est la première armée française constituée à la déclaration de guerre à partir des troupes disponibles du temps de paix. Commandée initialement par l'empereur lui-même, elle comprend la Garde impériale, 7 corps d'armée et une réserve générale. Chaque corps d'armée est constitué de 3 ou 4 divisions d'infanterie et 1 division de cavalerie à 2 ou 3 brigades chacune, une réserve d'artillerie et une réserve du génie. Chaque brigade compte 2 ou 3 régiments d'infanterie de ligne ou de cavalerie.
Les divisions d'infanterie sont dotées d'une artillerie à 2 batteries de canons de 4 et 1 de mitrailleuses, tandis que les divisions de cavalerie comprenaient 2 batteries à cheval.
La provenance des troupes et la constitution de ces grandes unités se déroula de la manière suivantes :
- la Garde impériale, dont le commandant est le général Bourbaki, est cantonnée à Paris en temps de paix. Elle rejoint Metz le 28 juillet et ses réserves le 30 ;
- le 1er corps d'armée, commandé par le maréchal Mac Mahon, duc de Magenta, est principalement formé des troupes d'Algérie et des régiments de l'est de la France. Il n'est complet que le 1er aout 1870. Son rôle initial est de couvrir l'Alsace ;
- le 2e corps d'armée est constitué des troupes du camp de Châlons, son commandant est le général Frossard, aide de camp de l'empereur. Ses unités sont dirigées sur Saint-Avold et Forbach ;
- le 3e corps d'armée est formé des troupes de Paris, Metz et Nancy. Son chef est le maréchal Bazaine jusqu'au 12 août, puis le général Decaen tué à Borny (12 au 14 août) et enfin le maréchal Le Bœuf ;
- le 4e corps d'armée est formé à Thionville à partir du 23 juillet avec les garnisons du nord et du nord-est, son chef est le général de Ladmirault ;
- le 5e corps d'armée est formé avec l'armée de Lyon, son chef est le général de Failly. Il doit se rassembler dans les régions de Bitche et Haguenau ;
- le 6e corps d'armée du maréchal Canrobert se constitue de troupes provenant de Paris, Châlons et Soissons se rassemblent au camp de Châlons ;
- le 7e corps d'armée est celui dont la constitution est la plus ardue du fait de la dispersion de ses composantes. Les troupes proviennent en effet du sud-est, de Clermont-Ferrand, de Perpignan et de Civitavecchia et doivent se rendre à Colmar et Belfort. Son chef est le général Douay ;
- la réserve générale de cavalerie devait initialement comporter 3 divisions à 2 brigades. Elle n'en conserva que 2 car la 1re division fut employée pour renforcer l'armée de Chalons et constituer la cavalerie du 6e corps ;
- la réserve générale d'artillerie, commandée par le général Canu, se forme à Nancy et est dirigée sur Metz ;
- la réserve générale de Génie est commandée par le colonel Rémond.

|                      | Date       | Officiers | Hommes | Chevaux | Bataillons | Escadrons | Batteries | Cie Génie |
| -------------------- | ---------- | --------- | ------ | ------- | ---------- | --------- | --------- | --------- |
| Garde impériale      | 30 juillet | 1 047     | 21 028 | 7 304   | 24         | 30        | 12        | 3         |
| 1er corps d'armée    | 1er août   | 1 651     | 40 165 | 8 143   | 52         | 26        | 20        | 5,5       |
| 2e corps d'armée     | 1er août   | 1 172     | 27 956 | 5 016   | 39         | 18        | 13        | 4         |
| 3e corps d'armée     | 6 août     | 1 704     | 41 574 | 9 810   | 52         | 31        | 20        | 5,5       |
| 4e corps d'armée     | 13 août    | 1 208     | 27 702 | 5 536   | 39         | 18        | 15        | 4         |
| 5e corps d'armée     | 1er août   | 1 174     | 20 243 | 5 527   | 52         | 31        | 20        | 5,5       |
| 6e corps d'armée     | 1er août   | 1 474     | 33 946 | 5 534   | -          | -         | -         | -         |
| 7e corps d'armée     | 1er août   | 1 043     | 23 142 | 5 396   | -          | -         | -         | -         |
| Réserve de cavalerie | 1er août   | 464       | 6 360  | 6 321   | -          | -         | -         | -         |
| Réserve d'artillerie | 9 août     | 87        | 2 675  | 2 725   | -          | -         | -         | -         |
| Réserve de génie     | -          | 13        | 459    | 196     | -          | -         | -         | 4         |

## Composition et ordre de bataille

Organigramme en anglais de l’Armée du Rhin.

Le 1er août 1870, l'armée du Rhin est constitué de sept corps d'armée et de réserves d'artillerie et de cavalerie. Le lieutenant-colonel Rousset en donne une décomposition estimative par grande unité:

### État-major
- Commandant en chef : Napoléon III
- Major général : maréchal Le Bœuf
- Aides-majors généraux :
  - général Lebrun
  - général Jarras

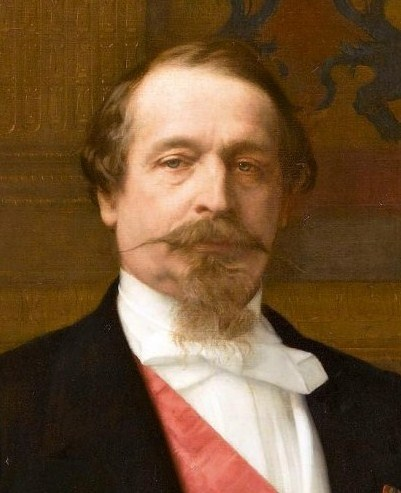
Napoléon III, premier chef de l'armée du Rhin

- Commandant de l'artillerie : général Soleille[4]
- Commandant du génie : général Coffinières de Nordeck
- Intendant de l'armée : général Wolff
- Médecin en chef de l'armée : baron Larrey

### Garde impériale

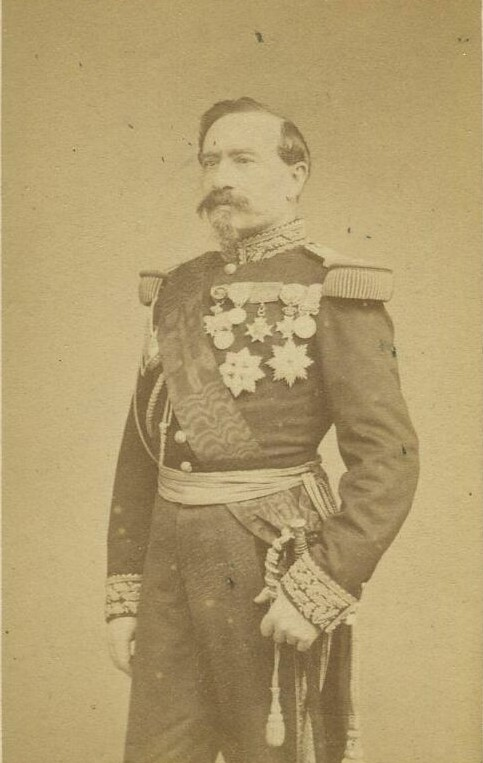
Général Bourbaki, commandant de la garde impériale.

La garde impériale est commandée par le général Bourbaki. Le chef d'état-major est le général d'Auvergne. Après le départ de Metz du Général Bourbaki, parti intercéder auprès de l'Impératrice, c'est le Général Desvaux qui prend le commandement de la Garde.

#### 1redivisiond'infanterie (voltigeurs)
La 1re division d'infanterie de la garde est commandée par le général Deligny
- 1re brigade du général Brincourt
  - bataillon de chasseurs à pied de la Garde impériale (commandant Dufaure du Bessol)
  - 1er régiment de voltigeurs (colonel Dumont)
  - 2e régiment de voltigeurs (colonel Peychaud)
- 2e brigade du général Garnier
  - 3e régiment de voltigeurs (colonel Lian)
  - 4e régiment de voltigeurs (colonel Ponsard)
- 3 batteries d'artillerie (2 batteries de 4 et une de mitrailleuses)  du régiment d'artillerie monté de la Garde impériale et 1 compagnie du génie

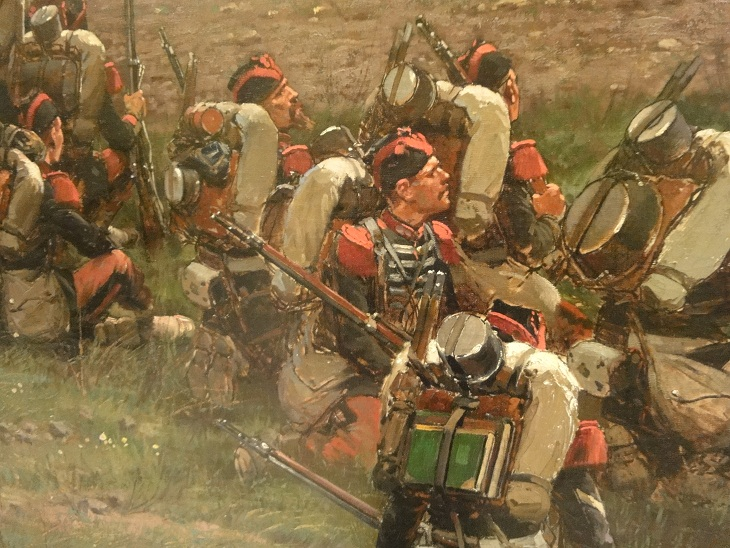
Détachement de grenadiers de la garde impériale à Rezonville (peinture d'Édouard Detaille - 1870).

#### 2edivisiond'infanterie (grenadiers)
La 2e division d'infanterie de la garde est commandée par le général Picard
- 1re brigade du général Jeanningros
  - Régiment de zouaves (colonel Giraud)
  - 1er régiment de grenadiers (colonel Théologue)
- 2e brigade du général Le Poittevin de La Croix-Vaubois
  - 2e régiment de grenadiers (colonel Lecointe)
  - 3e régiment de grenadiers (colonel Cousin)
- 3 batteries d'artillerie (2 batteries de 4 et une de mitrailleuses) du régiment d'artillerie monté de la Garde impériale et 1 compagnie du génie

#### Division de cavalerie

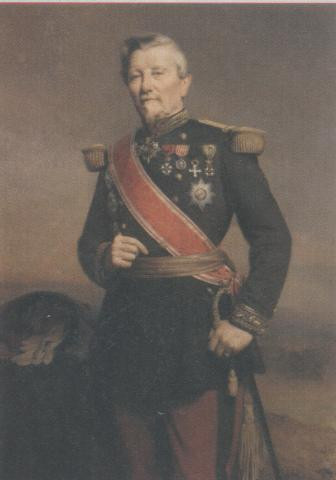
Général Ameil, commandant la division de cavalerie du 7e corps d'armée.

La division de cavalerie de la garde est commandée par le général Desvaux
- 1re brigade du général Halna du Frétay
  - Régiment de guides (colonel de Percin Northumberland)
  - Régiment de chasseurs (colonel de Montarby)
- 2e brigade du général de France
  - Régiment de lanciers (colonel de Latheulade)
  - Dragons de l'Impératrice (colonel Sautereau-Dupart)
- 3e brigade du général du Preuil
  - Régiment de cuirassiers (colonel Dupressoir)
  - Régiment de carabiniers (colonel Petit)
- 2 batteries d'artillerie de 4 à cheval du régiment d'artillerie monté de la Garde impériale

#### Réserve d'artillerie (colonel Clappier)
- 4 batteries d'artillerie de 4 à cheval du régiment d'artillerie monté de la Garde impériale
- 1 escadron du train des équipages

#### Total du corps d'armée
- 24 bataillons, 24 escadrons, 72 pièces dont 12 mitrailleuses, 2 compagnies de génie, 1 escadron du train

### 1ercorpsd'armée

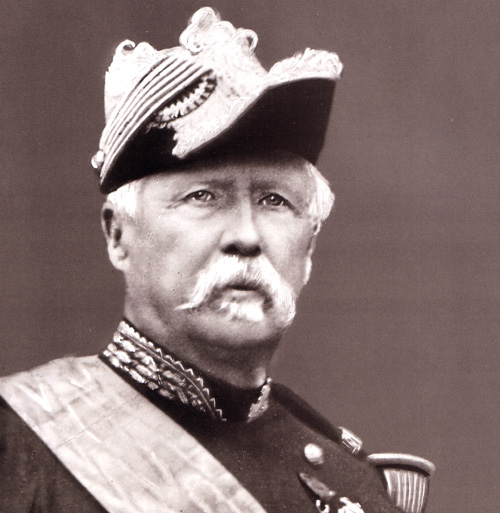
Maréchal de Mac Mahon, commandant du 1er corps d'armée.

Le 1er corps d'armée est commandé par le maréchal de Mac Mahon, son chef d'état-major est le général Colson. Le général Ducrot, ancien chef de corps de la 1re division, succède au maréchal de Mac Mahon qui vient de prendre le commandement de l'armée de Châlons. Le général Joly Frigola commande l'artillerie.

#### 1redivisiond'infanterie
La 1re division du 1er corps d'armée est sous les ordres du général Ducrot
- 1re brigade du général Wolff
  - 18e régiment d'infanterie de ligne (colonel Bréger)
  - 96e régiment d'infanterie de ligne (colonel de Franchessin)
  - 13e bataillon de chasseurs à pied (commandant de Bonneville)
- 2e brigade du général du Houlbec
  - 45e régiment d'infanterie de ligne (colonel Bertrand)
  - 1er régiment de zouaves (colonel Carteret-Trecourt)
- 3 batteries d'artillerie (2 batteries de 4 et 1 de mitrailleuses) et 1 compagnie du génie

#### 2edivisiond'infanterie
La 2e division du 1er corps d'armée est sous les ordres du général Douay
- 1re brigade du général Pelletier de Montmarie
  - 50e régiment d'infanterie de ligne (colonel Ardoin)
  - 74e régiment d'infanterie de ligne (colonel Theuvez)
  - 16e bataillon de chasseurs à pied (commandant Anne Louis François Armand d'Hugues)
- 2e brigade du général Pellé
  - 78e régiment d'infanterie de ligne (colonel Carrey de Bellemare )
  - 1er régiment de tirailleurs algériens (colonel Morandy)
- 3 batteries d'artillerie (2 batteries de 4 et 1 de mitrailleuses) et 1 compagnie du génie

#### 3edivisiond'infanterie
La 3e division du 1er corps d'armée est sous les ordres du général Raoult
- 1re brigade du général l'Hériller[5]
  - 36e régiment d'infanterie  de ligne (colonel Krien)
  - 2e régiment de zouaves (colonel Détrie)
  - 8e bataillon de chasseurs à pied (commandant Poyet)
- 2e brigade du général Lefebvre
  - 48e régiment d'infanterie de ligne (colonel Rogier)
  - 2e régiment de tirailleurs algériens (colonel Suzzoni)
- 3 batteries d'artillerie (2 batteries de 4 et 1 de mitrailleuses) et 1 compagnie du génie

#### 4edivisiond'infanterie
La 4e division du 1er corps d'armée est sous les ordres du général de Lartigue
- 1re brigade sous les ordres du général Fraboulet de Kerléadec
  - 56e régiment d'infanterie de ligne (colonel Ména)
  - 3e régiment de zouaves (colonel Bocher)
  - 1er bataillon de chasseurs à pied (commandant Bureau)
- 2e brigade sous les ordres du général Lacretelle
  - 87e régiment d'infanterie de ligne[6] (colonel Blot)
  - 3e régiment de tirailleurs algériens (colonel Gandil)
- 3 batteries d'artillerie (2 batteries de 4 et 1 de mitrailleuses) et 1 compagnie du génie

#### Division de cavalerie
La division de cavalerie du 1er corps d'armée est commandée par le général Duhesme
- 1re brigade du général de Septeuil
  - 3e régiment de hussards (colonel de Vieil)
  - 11e régiment de chasseurs à cheval (colonel Dastugue)
- 2e brigade du général de Nansouty
  - 2e régiment de lanciers (colonel Poissonnier)
  - 6e régiment de lanciers (colonel Tripart)
  - 10e régiment de dragons (colonel Perrot)
- 3e brigade du général Michel
  - 8e régiments de cuirassiers (colonel Guiot de la Rochère)
  - 9e régiments de cuirassiers (colonel Waternau)

#### Réserves
- Réserve d'artillerie sous les ordres du colonel Vassart d'Andernay
  - 2 batteries de 12
  - 2 batteries de 4 montées
  - 4 batteries de 4 à cheval
- Parc d'artillerie et de génie et réserve du génie

### 2ecorpsd'armée

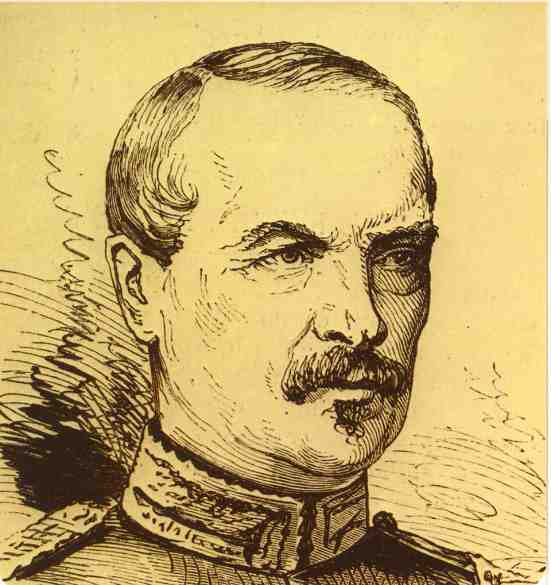
Général Frossard, commandant du 2e corps d'armée.

Le 2e corps d'armée est commandé par le général Frossard, son chef d'état-major est le général Saget.

#### 1redivisiond'infanterie
La 1re division du 2e corps d'armée est sous les ordres du général Vergé
- 1re brigade du général Letellier-Valazé
  - 32e régiment d'infanterie de ligne (colonel Merle)
  - 55e régiment d'infanterie de ligne (colonel de Waldner de Freundstein)
  - 3e bataillon de chasseurs à pied (commandant Thoma)
- 2e brigade du général Jolivet
  - 76e régiment d'infanterie de ligne (colonel Brice)
  - 77e régiment d'infanterie de ligne (colonel Février)
- 3 batteries d'artillerie (2 batteries de 4 et 1 de mitrailleuses) et 1 compagnie du génie

#### 2edivisiond'infanterie
La 2e division du 2e corps d'armée est sous les ordres du général Bataille
- 1re brigade du général Pouget
  - 8e régiment d'infanterie de ligne (colonel Haca)
  - 23e régiment d'infanterie de ligne (colonel Rolland)
  - 12e bataillon de chasseurs à pied (commandant Jouanne-Beaulieu)
- 2e brigade du général Fauvart-Bastoul
  - 66e régiment d'infanterie de ligne (colonel Ameller)
  - 67e régiment d'infanterie de ligne (colonel Mangin)
- 3 batteries d'artillerie (2 batteries de 4 et 1 de mitrailleuses) et 1 compagnie du génie

#### 3edivisiond'infanterie
La 3e division du 2e corps d'armée est sous les ordres du général Merle de La Brugière de Laveaucoupet
- 1re brigade du général Doëns
  - 2e régiment d'infanterie de ligne (colonel Saint-Hillier)
  - 63e régiment d'infanterie de ligne (colonel Zentz)
  - 10e bataillon de chasseurs à pied (commandant Schenk)
- 2e brigade du général Micheler
  - 24e régiment d'infanterie de ligne (colonel d'Arguesse)
  - 40e régiment d'infanterie de ligne (colonel Vittot)
- 3 batteries d'artillerie (2 batteries de 4 et 1 de mitrailleuses) et 1 compagnie du génie

#### Division de cavalerie
La division de cavalerie du 2e corps d'armée est commandée par le général Marmier
- 1re brigade du général de Valabrègue
  - 4e régiment de chasseurs à cheval (colonel du Ferron)
  - 5e régiment de chasseurs à cheval (colonel de Séréville)
- 2e brigade du général Bachelier
  - 7e régiment de dragons (colonel de Gressot)
  - 12e régiment de dragons (colonel d'Avocourt)

#### Réserves
- Réserve d'artillerie sous les ordres du colonel Beaudoin
  - 2 batteries de 12
  - 2 batteries de 4 montées
  - 2 batteries de 4 à cheval
- Parc d'artillerie, réserve et parc du génie

### 3ecorpsd'armée

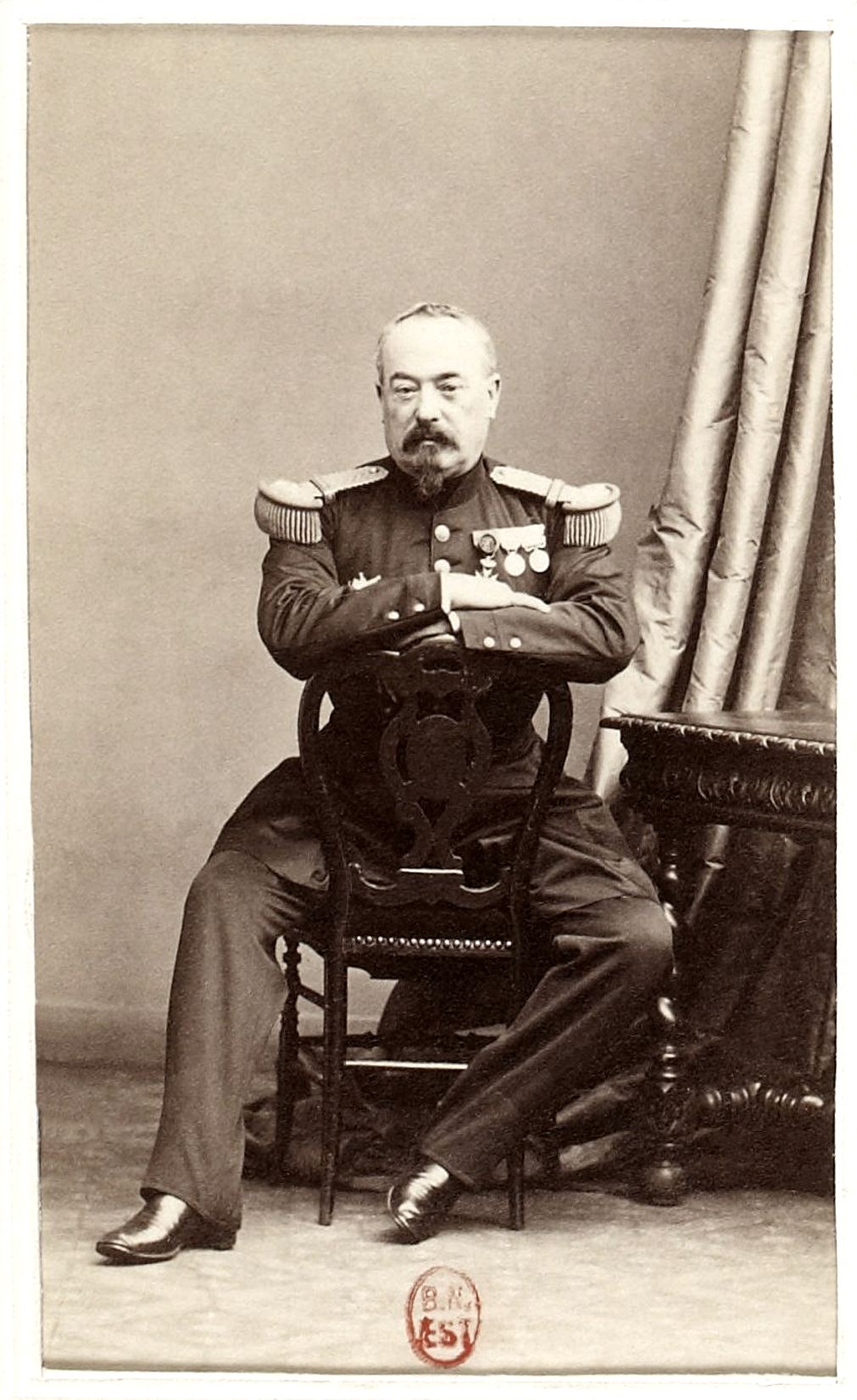
Maréchal Bazaine, commandant du 3e corps d'armée.

Le 3e corps d'armée est commandé par le maréchal Bazaine, son chef d'état-major est le général Manèque.

#### 1redivisiond'infanterie
La 1re division du 3e corps d'armée est sous les ordres du général Montaudon
- 1re brigade du général baron Aymard
  - 51e régiment d'infanterie de ligne (colonel Delebecque)
  - 62e régiment d'infanterie de ligne (colonel Dauphin)
  - 18e bataillon de chasseurs à pied (commandant Charles Rigault)
- 2e brigade du général Clinchant
  - 81e régiment d'infanterie de ligne (colonel Collavier d'Albici)
  - 95e régiment d'infanterie de ligne (colonel Davout d'Auerstaedt)
- 3 batteries d'artillerie (2 batteries de 4 et 1 de mitrailleuses) et 1 compagnie du génie

#### 2edivisiond'infanterie
La 2e division du 3e corps d'armée est sous les ordres du général de Castagny
- 1re brigade du général baron de Nayral
  - 19e régiment d'infanterie de ligne (colonel de Launay)
  - 41e régiment d'infanterie de ligne (colonel Saussier)
  - 15e bataillon de chasseurs à pied (commandant Henri Anne François Archibald Lafouge)
- 2e brigade du général Duplessis
  - 69e régiment d'infanterie de ligne (colonel Le Tourneur)
  - 90e régiment d'infanterie de ligne (colonel Roussel de Courcy)
- 3 batteries d'artillerie (2 batteries de 4 et 1 de mitrailleuses) et 1 compagnie du génie

#### 3edivisiond'infanterie
La 3e division du 3e corps d'armée est sous les ordres du général Metman
- 1re brigade du général de Potier
  - 7e régiment d'infanterie de ligne (colonel Cotteret)
  - 29e régiment d'infanterie de ligne (colonel Lalanne)
  - 7e bataillon de chasseurs à pied (commandant Rigaud)
- 2e brigade du général Arnaudeau
  - 59e régiment d'infanterie de ligne (colonel Duez[8])
  - 71e régiment d'infanterie de ligne (colonel d'Audebard de Ferussac)
- 3 batteries d'artillerie (2 batteries de 4 et 1 de mitrailleuses) et 1 compagnie du génie

#### 4edivisiond'infanterie
La 4e division du 3e corps d'armée est sous les ordres du général Decaen puis Aymard
- 1re brigade du général de Brauer
  - 44e régiment d'infanterie de ligne (colonel Fournier)
  - 60e régiment d'infanterie de ligne (colonel Boissie)
  - 11e bataillon de chasseurs à pied (commandant de Paillot)
- 2e brigade du général Sanglé-Ferrière
  - 80e régiment d'infanterie de ligne (colonel Janin)
  - 35e régiment d'infanterie de ligne (colonel Plauchut)
- 3 batteries d'artillerie (2 batteries de 4 et 1 de mitrailleuses) et 1 compagnie du génie

#### Division de cavalerie
La division de cavalerie du 3e corps d'armée est commandée par le général comte de Clérembault
- 1re brigade du général de Bruchard
  - 2e régiment de chasseurs à cheval (colonel Pelletier)
  - 3e régiment de chasseurs à cheval (colonel Sanson de Sansal)
  - 10e régiment de chasseurs à cheval (colonel Nérin)
- 2e brigade du général Gayault de Maubranches
  - 2e régiment de dragons (colonel du Paty de Clam)
  - 4e régiment de dragons (colonel Cornat)
- 3e brigade du général Bégougne de Juniac
  - 5e régiment de dragons (colonel Euchène)
  - 8e régiment de dragons (colonel Boyer de Fonscolombe)

#### Réserves
- Réserve d'artillerie sous les ordres du colonel de Lajaille
  - 2 batteries de 12
  - 2 batteries de 4 montées
  - 4 batteries de 4 à cheval
- Parc d'artillerie, réserve et parc du génie

### 4ecorpsd'armée

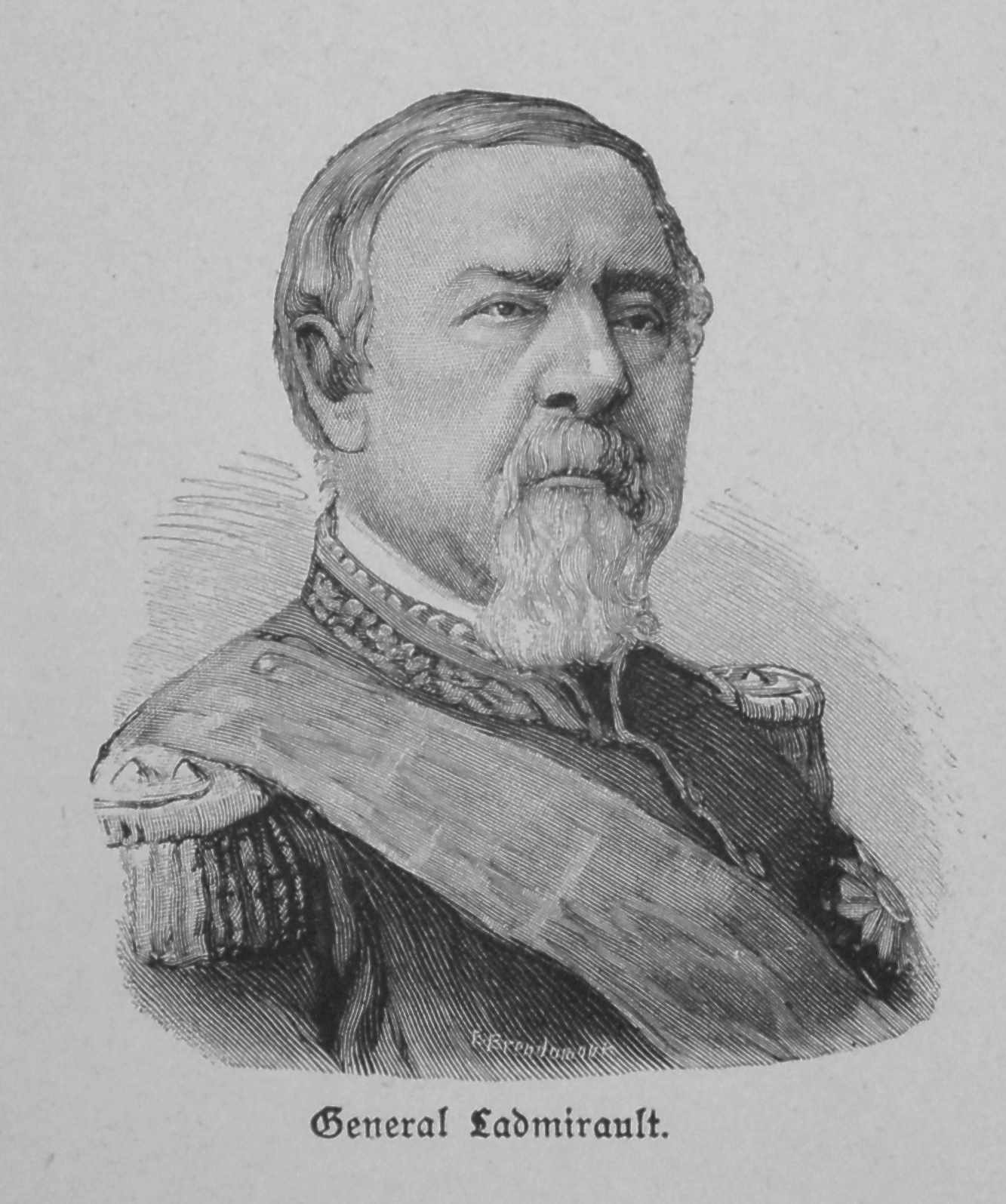
Général Ladmirault, commandant du 4e corps d'armée.

Le 4e corps d'armée est commandé par le général de Ladmirault, son chef d'état-major est le général Osmont.

#### 1redivisiond'infanterie
La 1re division du 4e corps d'armée est sous les ordres du général Courtot de Cissey
- 1re brigade du général comte Brayer
  - 1er régiment d'infanterie de ligne (colonel Frémont)
  - 6e régiment d'infanterie de ligne (colonel Labarthe)
  - 20e bataillon de chasseurs à pied (commandant Augustin Marcel Maurice de Labarrière)
- 2e brigade du général de Golberg
  - 57e régiment d'infanterie de ligne (colonel Giraud)
  - 73e régiment d'infanterie de ligne (colonel Supervielle)
- 3 batteries d'artillerie (2 batteries de 4 et 1 de mitrailleuses) et 1 compagnie du génie

#### 2edivisiond'infanterie
La 2e division du 4e corps d'armée est sous les ordres du général Rose puis Grenier
- 1re brigade du général Véron dit Bellecourt
  - 13e régiment d'infanterie de ligne (colonel Lion)
  - 43e régiment d'infanterie de ligne (colonel de Viville)
  - 5e bataillon de chasseurs à pied (commandant Carré)
- 2e brigade du général Pradier[10]
  - 64e régiment d'infanterie de ligne (colonel Léger)
  - 98e régiment d'infanterie de ligne (colonel Lechesne)
- 3 batteries d'artillerie (2 batteries de 4 et 1 de mitrailleuses) et 1 compagnie du génie

#### 3edivisiond'infanterie
La 3e division du 4e corps d'armée est sous les ordres du général Latrille comte de Lorencez
- 1re brigade du général comte de Pajol
  - 15e régiment d'infanterie de ligne (colonel Fraboulet de Kerléadec[11])
  - 33e régiment d'infanterie de ligne (colonel Bounetou)
  - 2e bataillon de chasseurs à pied (commandant Le Tanneur)
- 2e brigade du général Berger
  - 54e régiment d'infanterie de ligne (colonel Caillot)
  - 65e régiment d'infanterie de ligne (colonel Sée)
- 3 batteries d'artillerie (2 batteries de 4 et 1 de mitrailleuses) et 1 compagnie du génie

#### Division de cavalerie
La division de cavalerie du 4e corps d'armée est commandée par le général Legrand
- 1re brigade du général de Montaigu
  - 2e régiment de hussards (colonel Carrelet)
  - 7e régiment de hussards (colonel Chaussée)
- 2e brigade du général baron de Gondrecourt
  - 3e régiment de dragons (colonel Bilhau)
  - 11e régiment de dragons (colonel Huyn de Verneville)

#### Réserves
- Réserve d'artillerie sous les ordres du colonel Soleille
  - 2 batteries de 12
  - 2 batteries de 4 montées
  - 4 batteries de 4 à cheval
- Parc d'artillerie, réserve et parc du génie

### 5ecorpsd'armée

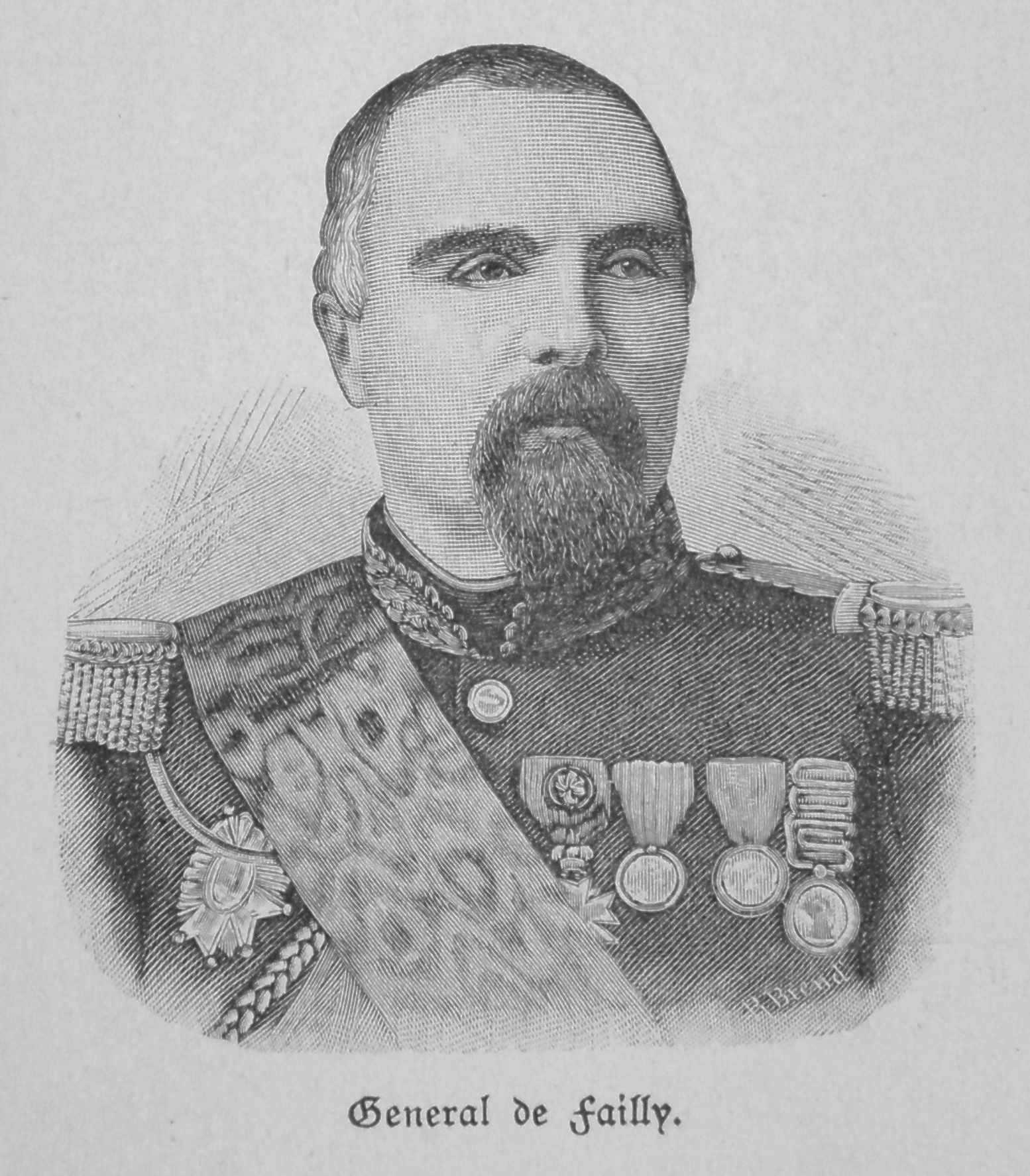
Général de Failly, commandant du 5e corps d'armée.

Le 5e corps d'armée est commandé par le général de Failly, son chef d'état-major est le général Besson.

#### 1redivisiond'infanterie
La 1re division du 5e corps d'armée est sous les ordres du général Goze.
- 1re brigade du général Grenier puis Saurin
  - 11e régiment d'infanterie de ligne (colonel de Béhagle)
  - 46e régiment d'infanterie de ligne (colonel Pichon)
  - 4e bataillon de chasseurs à pied (commandant Foncegrives)
- 2e brigade du général baron Nicolas
  - 61e régiment d'infanterie de ligne (colonel du Moulin)
  - 86e régiment d'infanterie de ligne (colonel Auguste Florimond dit Alexis Berthe)
- 3 batteries d'artillerie (2 batteries de 4 et une de mitrailleuses) et 1 compagnie du génie

#### 2edivisiond'infanterie
La 2e division du 5e corps d'armée est sous les ordres du général de l'Abadie d'Aydrein.
- 1re brigade du général Lapasset
  - 84e régiment d'infanterie de ligne (colonel Benoit)
  - 97e régiment d'infanterie de ligne (colonel Copmartin)
  - 14e bataillon de chasseurs à pied (commandant Planck)
- 2e brigade du général de Maussion
  - 49e régiment d'infanterie de ligne (colonel Kampf)
  - 88e régiment d'infanterie de ligne (colonel Courty)
- 3 batteries d'artillerie (2 batteries de 4 et une de mitrailleuses) et 1 compagnie du génie

#### 3edivisiond'infanterie
La 3e division du 5e corps d'armée est sous les ordres du général Guyot de Lespart
- 1re brigade du général Abattucci
  - 17e régiment d'infanterie de ligne (colonel Weissemberger)
  - 27e régiment d'infanterie de ligne (colonel de Barolet)
  - 19e bataillon de chasseurs à pied (commandant Léon Michel Marie Louis de Marqué)
- 2e brigade du général de Fontanges de Couzan
  - 30e régiment d'infanterie de ligne (colonel Wirbel)
  - 68e régiment d'infanterie de ligne (colonel Paturel)
- 3 batteries d'artillerie (2 batteries de 4 et une de mitrailleuses) et 1 compagnie du génie

#### Division de cavalerie
La division de cavalerie du 5e corps d'armée est commandée par le général Brahaut
- 1re brigade du général de Bernis
  - 5e régiment de hussards (colonel Flogny)
  - 12e régiment de chasseurs à cheval (colonel de Tucé)
- 2e brigade du général de la Mortière
  - 3e régiment de lanciers (colonel Thorel)
  - 5e régiment de lanciers (colonel de Boério)

#### Réserves
Colonel de Salignac-Fénelon
- 2 batteries de 12,
- 2 batteries de 4 montées,
- 2 batteries de 4 à cheval.
- Parc d'artillerie, réserve et parc du génie

### 6ecorpsd'armée

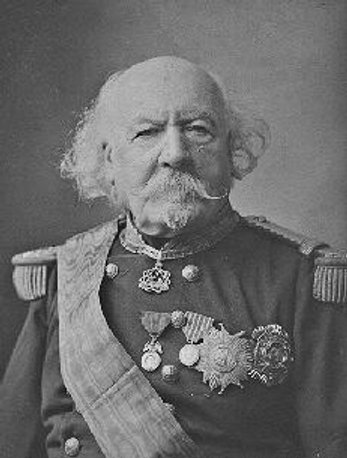
Maréchal Canrobert, commandant du 6e corps d'armée.

Le 6e corps d'armée est commandé par le maréchal Canrobert, son chef d'état-major est le général Henry.

#### 1redivisiond'infanterie
La 1re division du 6e corps d'armée est sous les ordres du général Tixier
- 1re brigade du général Péchot
  - 4e régiment d'infanterie de ligne (colonel Vincendon)
  - 10e régiment d'infanterie de ligne (colonel Ardan du Picq)
  - 9e bataillon de chasseurs à pied (commandant Mathelin)
- 2e brigade du général Leroy de Dais
  - 12e régiment d'infanterie de ligne (colonel Lebrun)
  - 100e régiment d'infanterie de ligne (colonel Grémion)
- 3 batteries d'artillerie (2 batteries de 4 et 1 de mitrailleuses) et 1 compagnie du génie

#### 2edivisiond'infanterie
La 2e division du 6e corps d'armée est sous les ordres du général Bisson
- 1re brigade du général Noel puis Archinard
  - 9e régiment d'infanterie de ligne (colonel Roux)
  - 14e régiment d'infanterie de ligne (colonel Louvent)
- 2e brigade du général Maurice
  - 20e régiment d'infanterie de ligne (colonel de la Guigneraye)
  - 31e régiment d'infanterie de ligne (colonel Sautereau)
- 3 batteries d'artillerie (2 batteries de 4 et 1 de mitrailleuses) et 1 compagnie du génie

#### 3edivisiond'infanterie
La 3e division du 6e corps d'armée est sous les ordres du général Lafond de Villiers
- 1re brigade du général Becquet de Sonnay
  - 75e régiment d'infanterie de ligne (colonel Amadieu)
  - 91e régiment d'infanterie de ligne (colonel Daguerre)
- 2e brigade du général Colin
  - 93e régiment d'infanterie de ligne (colonel Ganzin)
  - 94e régiment d'infanterie de ligne (colonel de Geslin)
- 3 batteries d'artillerie de 4 et 1 compagnie du génie

#### 4edivisiond'infanterie
La 4e division du 6e corps d'armée est sous les ordres du général Levassor-Sorval
- 1re brigade du général de Marguenat puis Gibon
  - 25e régiment d'infanterie de ligne (colonel Gibon[13])
  - 26e régiment d'infanterie de ligne (colonel Hanrion)
- 2e brigade du général comte de Chanaleilles
  - 28e régiment d'infanterie de ligne (colonel Lamothe)
  - 70e régiment d'infanterie de ligne (colonel Henrion Bertier)
- 3 batteries d'artillerie de 4 et 1 compagnie du génie

#### Division de cavalerie
Cette division ne rejoint pas le corps d'armée et est remplacée, le 18 août, par la division du général du Barail.
La division de cavalerie du 6e corps d'armée est commandé par le général de Salignac-Fénelon.
- 1re brigade du général Tilliard
  - 1er régiment de hussards (colonel de Bauffremont)
  - 6e régiment de chasseurs à cheval (colonel Bonvoust)
- 2e brigade du général de Savaresse
  - 1er régiment de lanciers (colonel Oudinot de Reggio)
  - 7e régiment de lanciers (colonel Périer)
- 3e brigade du général Yvelin de Béville
  - 5e régiment de cuirassiers (colonel Dubessey de Contenson)
  - 6e régiment de cuirassiers (colonel Martin)

La division de cavalerie rattachée au 6e corps d'armée à partir du 18 août en remplacement de la division de Salignac-Fénelon est commandée par le général du Barail
- 1re brigade du général de Lajaille
  - 2e régiment de chasseurs d'Afrique (colonel de la Martinière)
  - 2e régiment de chasseurs de France (colonel Pelletier)
- 2e brigade du général de Bruchard
  - 3e régiment de chasseurs à cheval (colonel de Sansal)
  - 10e régiment de chasseurs à cheval (colonel Nérin)

#### Réserves
- Réserve d'artillerie sous les ordres du général Bertrand[14]
  - 2 batteries de 12
  - 4 batteries de 4 montées
  - 2 batteries de 4 à cheval
- Parc d'artillerie, réserve et parc du génie

### 7ecorpsd'armée

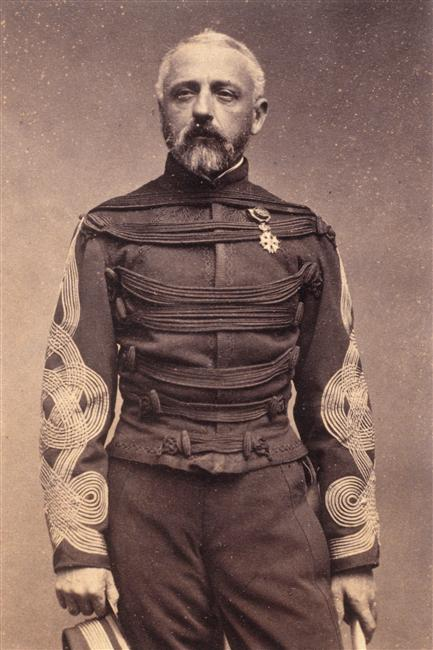
Général Douay, commandant du 7e corps d'armée.

Le 7e corps d'armée est commandé par le général Douay, son chef d'état-major est le général Renson.

#### 1redivisiond'infanterie
La 1re division du 7e corps d'armée est sous les ordres du général Conseil-Dumesnil.
- 1re brigade du général Nicolaï
  - 3e régiment d'infanterie de ligne (colonel Champion)
  - 21e régiment d'infanterie de ligne (colonel Morand[16])
  - 17e bataillon de chasseurs à pied (commandant Jules Florimond Germain Merchier)
- 2e brigade du général Maire
  - 47e régiment d'infanterie  de ligne (colonel de Gramont[17])
  - 99e régiment d'infanterie de ligne (colonel Chagrin de Saint-Hilaire)
- 3 batteries d'artillerie (deux batteries de 4 et une de mitrailleuses) et 1 compagnie du génie

#### 2edivisiond'infanterie
La 2e division du 7e corps d'armée est sous les ordres du général Liébert.
- 1re brigade du général Guiomar
  - 5e régiment d'infanterie de ligne (colonel Boyer)
  - 37e régiment d'infanterie de ligne (colonel de Formy de la Blanchetée)
  - 6e bataillon de chasseurs à pied (commandant de Beaufort)
- 2e brigade du général de la Bastide
  - 53e régiment d'infanterie de ligne (colonel Japy)
  - 89e régiment d'infanterie de ligne (colonel Munier)
- 3 batteries d'artillerie (deux batteries de 4 et une de mitrailleuses) et 1 compagnie du génie

#### 3edivisiond'infanterie
La 3e division du 7e corps d'armée est sous les ordres du général Dumont.
- 1re brigade du général Bordas
  - 52e régiment d'infanterie de ligne (colonel Aveline)
  - 79e régiment d'infanterie de ligne[18] (colonel Bressolles)
- 2e brigade du général Bittard des Portes
  - 82e régiment d'infanterie de ligne (colonel Guys)
  - 83e régiment d'infanterie de ligne (colonel Séatelli)
- 3 batteries d'artillerie (deux batteries de 4 et une de mitrailleuses) et 1 compagnie du génie

#### Division de cavalerie
La division de cavalerie du 7e corps d'armée est commandée par le général baron Ameil
- 1re brigade du général Cambriel
  - 4e régiment de hussards (colonel de Lavigerie)
  - 4e régiment de lanciers (colonel Féline)
  - 8e régiment de lanciers (colonel de Dampierre)
- 2e brigade du général Jolif-Ducoulombier[19],[20]
  - 6e régiment de hussards (colonel Guillon)
  - 6e régiment de dragons (colonel Tillion)

#### Réserves
Colonel Aubac
- 2 batteries de 12,
- 2 batteries de 4 montées,
- 2 batteries de 4 à cheval.
- Parc d'artillerie, réserves et parc du génie.

### Réserve de cavalerie

#### 1redivision de cavalerie
La 1re division de cavalerie (réserve) fut disloquée avant le blocus de Metz. La  brigade Margueritte fut rattachée à l'armée de Châlons. La  brigade Lajaille fut rattachée au 6e corps pour constituer sa division de cavalerie.
La 1re division de cavalerie de réserve est commandée par le général du Barail
- 1re brigade général Margueritte
  - 1er régiment de chasseurs d'Afrique (colonel Clicquot de Mentque)
  - 3e régiment de chasseurs d'Afrique (colonel de Galliffet)
- 2e brigade du général de Lajaille
  - 2e régiment de chasseurs d'Afrique (colonel de la Martinière)
  - 4e régiment de chasseurs d'Afrique (colonel de Quélen)
- 2 batteries d'artillerie à cheval

#### 2edivisionde cavalerie
La 2e division de cavalerie de réserve est commandée par le général de Bonnemain
- 1re brigade du général Girard[21]
  - 1er régiment de cuirassiers (colonel Leforestier de Vendeuvre)
  - 4e régiment de cuirassiers (colonel Billet)
- 2e brigade du général de Brauer
  - 2e régiment de cuirassiers (colonel Rossetti)
  - 3e régiment de cuirassiers (colonel Lafutsun de Lacarre)
- 2 batteries d'artillerie à cheval

#### 3edivisionde cavalerie
La 3e division de cavalerie de réserve est commandée par le général de Forton
- 1re brigade du général Prince Murat
  - 1er régiment de dragons (colonel Forceville)
  - 9e régiment de dragons (colonel Reboul)
- 2e brigade du général de Gramont, duc de Lesparre
  - 7e régiment de cuirassiers (colonel Nitot)
  - 10e régiment de cuirassiers (colonel Juncker)
- 2 batteries d'artillerie à cheval

### Réserve d'artillerie et de génie

#### Réserve générale d'artillerie
Commandée par le général Canu
- 1re division du colonel Salvador (8 batteries de 12)
- 1re division du colonel Toussaint (8 batteries à cheval)

#### Grand parc de campagne
Commandé par le général de Mitrecé (non formé)

#### Réserve générale du génie
Commandé par le colonel Rémond
- 2 compagnies de sapeurs
- 1 compagnie de mineurs
- 1 détachement de sapeurs-conducteurs

## Sources et bibliographie
- Lieutenant-colonel Rousset, Histoire générale de la guerre franco allemande - 1870-1871, éditions Montgredien et Cie, 1900.
- Paul et Victor Margueritte, Histoire de la guerre de 1870-71, Éditions G. Chamerot, 1903.
- Général Niox, La guerre de 1870 - Simple récit, Librairie Ch. Delagrave, 1898.
- Annuaire militaire de l'empire français 1870
- Ferdinand Lecomte : Relation historique et critique de la guerre franco-allemande en 1870-1871
- Annuaire militaire de 1870 (pour les prénoms)